# MHV Forcial
Mixed Hockey Vereniging Forcial is de hockeyclub in Rockanje. MHV Forcial is opgericht op 12 februari 1982.
De club heeft 1 zandingestrooid veld en 1 waterveld. Op het terrein bevindt zich ook een clubhuis waar geregeld feesten worden gehouden voor de leden.

## Toernooi
Elk jaar in juni worden toernooien gehouden voor de jeugd. Ook is er sinds 2007 een jaarlijks beachhockey-toernooi.